# Сражение за базу огневой поддержки «Голд»
Сражение за базу огневой поддержки «Голд» (также известно как битва при Суои-Че) — сражение между силами США и Вьетконга, произошедшее в марте 1967 года в ходе войны во Вьетнаме.

## Сражение
В марте 1967 года американские войска проводили в провинции Тэйнинь операцию «Junction City», крупнейшую с начала войны. Для оказания пехоте артиллерийской поддержки строились специальные укреплённые базы, где артиллерия была хорошо защищена от нападений сил Вьетконга. Одной из них была база огневой поддержки «Голд». Её постройку обеспечил вертолётный десант 19 марта, который обошёлся большими потери для  войск США. Сразу же после посадки вертолётов, Вьетконг начал взрывать их дистанционно управляемыми минами, в том числе сделанных из трофейных 155-мм снарядов. В результате подрывов и обстрелов 16 американских вертолётов UH-1 Huey было уничтожено и повреждено, выведено из строя 12 105-мм орудий, одно из которых уронили в яму сами американские артиллеристы. Потери американской живой силы составили 15 убитых и 33 раненых.
Утром 21 марта база, на которой в тот момент находилось около 450 американских солдат, подверглась сильному обстрелу, за которым последовала наземная атака полка Вьетконга численностью около 2500 человек. Сражение продолжалось с 6 часов 30 минут до 10 часов 45 минут. Вьетконговцам, шедшим в атаку «людской волной», удалось прорвать первую линию обороны базы, дело дошло до рукопашных схваток. На помощь вылетели боевые самолёты F-5. Однако, когда Вьетконг сбил самолёт-корректировщик Cessna O-1, погибло два лётчика), авиаудары американские силы были вынуждены прекратить. У американцев заканчивались боеприпасы, когда им на помощь прибыло танковое подразделение, дислоцировавшееся в нескольких километрах от базы. Танки начали наносить наступавшим большие потери, в результате чего вьетконговцы прекратили атаку и стали дезорганизованно отступать. База осталась в руках американцев. В самом конце сражения пара ударных самолётов F-100 Super Sabre ВВС США вылетела для нанесения удара по отступающему противнику, но не имея корректировщика нанесла удар по своим же войскам, 2 американских солдата было убито и 10 ранено, битва была закончена.
Сражение было весьма кровопролитным — погибли 31 американец и 647 вьетнамцев. Американская авиация совершила 117 вылетов и потеряла один самолёт. Выведено из строя 17 105-мм артиллерийских орудий и 1 зенитной орудие M45. Бронетехника (танки M48 и бронетранспортёры M113), сыгравшая значительную роль в сражении, потерь не имела.
Эти потери не включают в себя множественные потери американской авиации, артиллерии и живой силы 19 марта во время постройки самой базы «Голд».

## Отражение в искусстве

### В кино
- Финальная битва в фильме Оливера Стоуна «Взвод» базируется на сражениях за базы «Голд» и «Бёрт»[6].